# Europa-Institut Sektion Wirtschaftswissenschaft

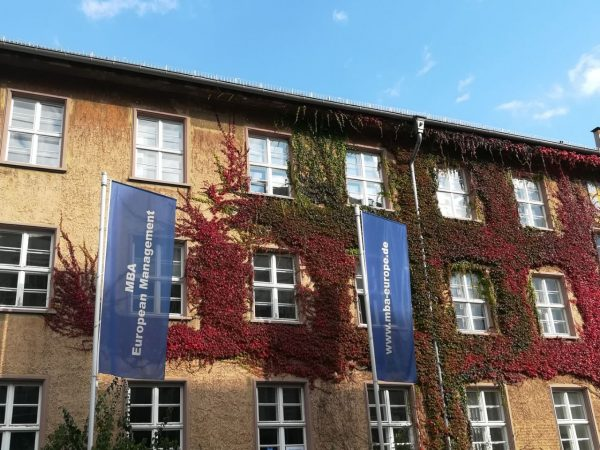
Außenansicht Europa-Institut, Sektion Wirtschaftswissenschaft

Das Europa-Institut, Sektion Wirtschaftswissenschaft, beziehungsweise European Institute for Advanced Behavioural Management (EIABM) (bis 2014 MBA School der Universität des Saarlandes) ist ein Institut der Universität des Saarlandes, das den Aufbaustudiengang „European Management“ zum Master of Business Administration (MBA) anbietet. Die Ausbildung konzentriert sich auf die postgraduale Förderung von Führungskräften und befähigt sie, globale Wirtschaftssysteme zu verstehen und ihre Unternehmen entsprechend zu gestalten. Schwerpunkte sind Management Basics, European Basics, Financial Management, Marketing & Management, Operations Management und Behavioural Management (Verhaltensorientiertes Management).

## Geschichte
Die Universität des Saarlandes wurde im Jahr 1950 durch den Rektor Joseph-François Angelloz zur „Europäischen Universität“ proklamiert. Als Symbol des europäischen Gedankens der Universität wurde im darauf folgenden Jahr 1951 das Europa-Institut gegründet. Die besondere Aufgabenstellung des Instituts wurde vom Rektor und gleichzeitig ersten Direktor des Europa-Instituts wie folgt umschrieben:

„[…] das Europa der Zukunft wissenschaftlich zu erforschen, dieses Europa einer nach den in den verschiedenen Ländern üblichen Lehrmethoden ausgebildeten Jugend zu vermitteln, für alle diese Länder europäisch denkender Erzieher und vielleicht in Kürze die leitenden Kräfte Europas heranzubilden.“

Von Beginn an war das Europa-Institut international ausgerichtet und interdisziplinär über vier Abteilungen angelegt: kulturell, politisch, juristisch und wirtschaftlich. Im Laufe der vergangenen Jahrzehnte haben sich zwei unabhängige Sektionen herausgebildet:
- Sektion Rechtswissenschaft, Aufbaustudiengang Europäische Integration (LLM), im Jahr 1980 (Europa-Institut Saarbrücken).
- Sektion Wirtschaftswissenschaft, postgradualer Studiengang „European Management“ (MBA), im Jahr 1990 (EIABM).

Beide Sektionen werden auch heute noch im Sinne des europäischen Gründungsgedankens von 1951 geführt. Im Jahr 2009 wurde die Sektion Wirtschaftswissenschaft in MBA School, Universität des Saarlandes umbenannt. Seit dem Jahr 2014 trägt das Institut nun sowohl den Namen European Institute for Advanced Behavioural Management (EIABM) als auch die Bezeichnung Europa-Institut, Sektion Wirtschaftswissenschaft.
Der am Europa-Institut angebotene postgraduale MBA-Studiengang „European Management“, der organisatorisch zur Fakultät für Empirische Humanwissenschaften und Wirtschaftswissenschaft der Universität des Saarlandes zählt, wurde im Jahr 2009 FIBAA-akkreditiert. Seit 2015 ist er durch den Akkreditierungsrat systemakkreditiert. Zudem wurde er in den Jahren 2016 und 2020 mit dem UdS-Qualitätspass ausgezeichnet.
Direktoren des Institutes sind Bastian Popp (Inhaber des Lehrstuhls für Betriebswirtschaftslehre, insbesondere Handelsmanagement und Direktor des Instituts für Handel und Internationales Marketing an der Universität des Saarlandes) sowie Andrea Gröppel-Klein (Inhaberin des Lehrstuhls für Betriebswirtschaftslehre, insbesondere Marketing und Direktorin des Instituts für Konsum- und Verhaltensforschung an der Universität des Saarlandes).
Die Geschäftsführung liegt in den Händen von Julia Senni.

## Studienangebot
Der Master of Business Administration in „European Management“ ist im Vollzeit-Studium als einjähriges wirtschaftswissenschaftliches Aufbaustudium konzipiert. Das Studium kann auch als Teilzeit-Studium absolviert werden, bei dem die 15 zu absolvierenden Kurse in bis zu vier Jahren belegt werden müssen. Neben den Vorlesungen sind weitere Prüfungsbestandteile, beispielsweise Gruppenarbeiten, Fallstudien, Referate und mündliche Prüfungen, zu erbringen. Das Studium endet jeweils mit der Masterthesis, einer schriftlichen Abschlussarbeit. Nach der erfolgreichen Absolvierung des Programms wird der Titel Master of Business Administration verliehen.
Seit Oktober 2009 haben Gasthörer zudem die Möglichkeit am Europa-Institut, Sektion Wirtschaftswissenschaft, der Universität des Saarlandes Kurse zu aktuellen Managementthemen zu besuchen. Nach eigenen Bedürfnissen und Interessen können Kurse aus dem aktuellen Kursprogramm als Einzelkurse ausgewählt werden.
Beginnend mit dem Studienjahr 2024/2025 werden im Rahmen des MBA European Management in einem Wahlbereich Entrepreneurship fünf spezialisierte Module als Wahlmöglichkeiten angeboten, durch die Gründerinnen, Gründer und Gründungsinteressierte in für Start-Ups relevante Themenfelder wie Marketing of Innovations, Prototyping and Agile Project Management, Business Model Development und Entrepreneurial Management Einblicke erhalten.

## Alumni-Gruppen
Von aktiven und ehemaligen Studierenden des Europa-Instituts, Sektion Wirtschaftswissenschaft, wurde die Alumni-Vereinigung AEDES gegründet. Ziel der Alumni-Vereinigung war es, engen Kontakt zur Business School sowie untereinander zu ermöglichen. Seit der Auflösung der AEDES organisieren Absolventen des MBA-Studiengangs European Management  über soziale Netzwerke wie LinkedIn oder Xing „Homecomings“ oder „Round Tables“ zum Erfahrungsaustausch.